# アカルボース
アカルボース（Acarbose）は、2型糖尿病を治療するための経口血糖降下薬で、四糖の一つである。前糖尿病の治療薬として承認している国もある。バイエル社によって、1973年放線菌Actinoplanes属のアミノ糖産生菌の培養液中から分離され、1990年ドイツにおいて医薬品として承認された。ヨーロッパではGlucobay、日本ではグルコバイ、北アメリカではPrecose、カナダではPrandaseというブランド名で販売されている。多糖からグルコースを切りだすα-グルコシダーゼの阻害剤として働く。

## 作用機序
アカルボースは、炭水化物の消化に必要な消化酵素、特に小腸から分泌されるα-グルコシダーゼや膵臓から分泌されるα-アミラーゼを阻害する。α-アミラーゼは小腸内腔でデンプンをオリゴ糖にまで分解し、さらに小腸の刷子縁細胞に結合するα-グルコシダーゼがオリゴ糖、三糖、二糖をグルコース等の単糖に分解する。これらの機構を阻害すると、炭水化物の消化率が落ち、グルコースの体内への吸収量が減る。糖尿病患者に対して、この薬物治療法は短期間で血糖を下げることができ、さらに長期的にもグリコヘモグロビン値（HbA1c）を低下させる効果がある。

## 投薬
アカルボースは、炭水化物の消化を阻害するものであるため、食事の最初に摂取する必要がある。食事に含まれる炭水化物の量によるが、大人の場合、1日あたり、50mgあるいは100mgを3度摂取するのが一般的である。

## 副作用
アカルボースは、炭水化物のグルコースへの分解を阻害するため、炭水化物がそのまま小腸に残留する。結腸では細菌が炭水化物を分解するため、屁（患者の78%）や下痢（14%）等の副作用がある。
これらの副作用は投薬の量に比例するため、一般的に、始めは少ない量で薬を服用し始め、希望する効果が表れるまで徐々に量を増やすようにという指導が行われる。
アカルボースを使うことによって逆に低血糖に苦むようになれば、フルーツジュースやグルコースタブレットのような単糖を含むものを食べればよい。アカルボースは多糖の消化を阻害するため、アカルボースを服用している患者がデンプン質のものを食べても、低血糖の改善にはつながらない。
アカルボースの服用が心血管事故を抑制する可能性があり、この原因として高血糖の抑制に加えて、呼気中に水素ガスの増加が認められ、この増加した水素の抗酸化作用で心血管事故を抑制するメカニズムが想定されている。

## 2型糖尿病の原因との関係
2型糖尿病の原因は現在でも分かっていないが、アカルボースを用いた治療により、炭水化物の過剰摂取の繰り返しが発症の一次刺激になっていることは明らかである。一度に大量の単糖や二糖を摂取したり、夕食と翌日の朝食の間隔を12時間より短くすることは特に避けるべきだが、このような食習慣はアメリカ合衆国の生活ではよく見られ、同国で2型糖尿病が多い事実と合致している。